# Within The Last Eleven Lines
Within The Last Eleven Lines – kompilacja brazylijskiego zespołu Almah.

## Lista utworów
1. Wings of Revolution
2. Days of the New
3. Beyond Tomorrow
4. Breathe
5. Believer
6. Living and Drifting
7. Torn
8. King
9. Warm wind
10. Trace of Trait
11. Birds of Prey
12. Pegazus Fantasy
13. The Sign of Glory
14. Supermind
15. Moonlight Serenade (cover Franka Sinatry)